# 沙泉子站
沙泉子站，位于新疆维吾尔自治区哈密市伊州区，是红淖三铁路的货运站。车站房建工程于2013年9月13日主体完工，但由于红淖三铁路经历六次停工，最终直到2019年9月3日全线通车才正式投入使用。